# Hector Perron de Saint-Martin
Pour les articles homonymes, voir Perron et Saint-Martin.
Hector Perron de Saint-Martin (Ettore Perrone di San Martino) (né en 1789 en Piémont et mort le 29 mars 1849) est un général piémontais ayant servi dans l'armée française, président du conseil des ministres.

## Biographie
(mai 2021).
Soldat au sortir de l'enfance, Hector Perron de Saint-Martin commença à 16 ans à parcourir tous les champs de bataille de l'Europe dans les rangs de l'armée française. Capitaine dans la Garde impériale et officier de la Légion d'honneur à 23 ans, il sauve la vie, à la bataille de Ligny, au maréchal Gérard, son ami.
Général français, au bruit du canon il quitta sa patrie d'adoption pour aller au secours de l'Italie, son pays natal, et après les désastres de la première campagne, il fut appelé à diriger un instant les conseils du roi de Sardaigne.
Il résista à la reprise des hostilités, et opposa aux clameurs des factions autant de dédain qu'il était accoutumé à montrer de mépris contre le danger. Une fois l'Italie jetée, malgré ses conseils, dans les hasards d'une guerre nouvelle et inconsidérée, il réclama sa place sur le champ de bataille. À quelques jours de distance, le général Perron mérita ces deux gloires, d'avoir voulu épargner la défaite à son pays par l'énergique prudence de ses conseils, et d'avoir tenté de le sauver par la bouillante ardeur de son courage.
On retrouva à l'âge de 60 ans, sur les champs de Novare, le jeune capitaine de la vieille Garde. Il poussait en avant les troupes ennemies par son exemple, lorsqu'une balle ennemie, en le renversant, arrêta l'essor de sa division.
Perron avait connu l'adversité et l'exil. Par suite des événements politiques du Piémont, privé longtemps de sa fortune, il se fit cultivateur et fermier dans le Forez.
Piémontais par une illustre origine (Ettore Perrone di San Martino est son nom italien) et par une mort glorieuse, le général Perron avait eu une carrière toute française. Ses services lui méritèrent l'honneur de la grande naturalisation. Ses alliances de famille le rattachaient encore à notre pays, et il avait épousé mademoiselle de La Tour-Maubourg, petite-fille du général La Fayette. Parmi ses descendants, on compte Paola Ruffo di Calabria, Reine Consort du Roi Albert II des Belges,.